# Biblioteca de Shanghai
La Biblioteca de Shanghai (en xinès: 上海图书馆) és la segona biblioteca més gran a la Xina després de la Biblioteca Nacional de la Xina a Pequín. Es troba a Shanghai, en la costa de la Xina. Amb 24 plantes i 106 m d'altura, és una de les biblioteques més altes del món. L'edifici té una torre que sembla un far gegant.
La primera biblioteca de Shanghai va ser construïda el 1847. El nom de l'edifici era "Biblioteca de la missió jesuïta Xujiahui". El 1925, va ser oberta la Biblioteca de l'est de Shanghai, la primera controlada pels xinesos.
El 1950, el Comitè de Patrimoni Cultural va engegar una campanya de recollida de llibres i al cap d'un any, la col·lecció va créixer a més de 200.000 volums. Molts acadèmics i celebritats van contribuir i alguns d'ells van fer grans donacions. El comitè també va començar a comprar llibres a l'estranger.
Així, amb un patrimoni de més de 700.000 volums es va fundar la primera gran biblioteca pública municipal a Shanghai el 22 de juliol de 1952.
La Biblioteca Municipal de Documents Històrics de Shanghai (abans coneguda com a biblioteca privada Hezhong de Shanghai fundada el 1939 per Jingkui Ye i Yuanji Zhang), la Biblioteca Xujiahui (Bibliotheca Zikawei), que es va reobrir el 1977, es van convertir en sucursals de la Biblioteca de Shanghai. L'octubre de 1995, la biblioteca de Shanghai es va fusionar amb l'Institut de Ciència i Tecnologia de la Shanghai, i es va convertir en la primera associació de biblioteques i informació de la ciutat.